# Club Voleibol Viladecans
El Club Voleibol Viladecans de Viladecans, (Barcelona) España. Compite en diversas categorías del voleibol en España, siendo su máximo exponente el equipo sénior femenino, que milita en Superliga 2.